# Pleuromutiline
Le pleuromutiline sono una classe di farmaci antibiotici che inibiscono la sintesi proteica nei batteri legandosi alla subunità 50s dei ribosomi.
Questa classe di antibiotici comprende al suo interno: la lefamulina (per uso sistemico nell'uomo), il retapamulin (per uso topico nell'uomo), la valnemulina e la tiamulina (in ambito veterinario).

## Storia
Le pleuromutiline derivano dalla molecola pleuromutilina, di cui sono derivati, scoperta nel 1951. il farmaco deriva dai funghi Omphalia mutila e Clitopilus passeckerianus.

## Biosintesi
La pleuromutilina appartiene alla classe dei metaboliti secondari noti come terpeni, prodotti dai funghi attraverso la via metabolica dell'acido mevalonico. Il precursore del processo è il GGPPcon la formazione triciclica catalizzata da Pl-cyc, una diterpene sintetasi, che porta ad una contrazione dell'anello 5-6 biciclica. Le numerosi reazioni avvengono grazie al citocromo P450.